# 基德里
51°27′7″N 26°20′0″E / 51.45194°N 26.33333°E
基德里（烏克蘭語：Кідри）是位於烏克蘭西北部里夫內州裏瓦拉什區的村莊，始建於1629年，面積34.6平方公里，海拔高度157米，2001年人口2,100，人口密度每平方公里56.4人。